# Кершис, Криступас
Криступас Кершис (лит. Kristupas Keršys; род. 6 сентября 2003, Литва) — литовский футболист, полузащитник клуба «Метта». Выступает на правах аренды в клубе «Шяуляй».

## Карьера

### Молодёжная карьера
Начинал заниматься футболом в рижском «Динамо». В возрасте 10 лет футболист перешёл в академию футбольного клуба «Метта», где выступал в команде 2003 года рождения. Вместе с клубом футболист несколько раз становился чемпионом юношеских чемпионатов в возрастных группах до 13 и до 15 лет, а также завоевал серебряную медаль с командой до 14 лет. Затем в 2019 году футболист сначала перебрался в словацкий «Слован», однако там должно не задержался и вскором времени перешёл в немецкий «Вердер». В немецком клубе футболист выступал в юношеских командах до 17 и 19 лет. За резервную команду свой первый и единственный матч сыграл 9 апреля 2022 года против «Вейче Фленсбурга».

### «Метта»

#### Сезон 2022
В июле 2022 года футболист вернулся в латвийскую «Метту». Дебютировал за клуб футболист 10 июля 2022 года в матче Кубке Латвии против клуба «Саласпилс», выйдя на замену в начале второго тайма и отличившись дебютной результативной передачей. Дебютный матч в чемпионате футболист сыграл 31 июля 2022 года против клуба «Лиепая», выйдя на поле в стартовом составе. В августе 2022 года футболист продлил контракт с латвийским клубом до конца 2024 года. Футболист смог быстро закрепиться в основной команде клуба, завершив чемпионат на итоговом предпоследнем месте, отправившись в стыковые матчи за сохранение прописки. По итогу стыковых матчей футболист вместе с клубом оказались сильнее клуба «Гробиня» и смогли сохранить прописку в высшем дивизионе.

#### Сезон 2023
Новый сезон футболист начал 18 марта 2023 года с матча против клуба «Ауда», выйдя на поле в стартовом составе. Дебютным забитым голом за клуб футболист отличился 25 июля 2023 года в матче против клуба «Лиепая». На протяжении сезона футболист выступал в клубе в роли одного из основных игроков клуба, отличившись своим единственным забитым голом. По итогу сезона футболист вместе с клубом завершил чемпионат на итоговом предпоследнем месте, отправившись в стыковые матчи за сохрание прописки в высшем дивизионе. По итогу стыковых матчей футболист вместе с клубом победили клуб «Скансте» и сохранили прописку в чемпионате, а сам футболист также отличился забитым голом в ответной встрече.

#### Аренда в «Шяуляй»
В феврале 2024 года футболист на правах арендного соглашения присоединился к литовскому клубу «Шяуляй» до конца сезона. Дебютировал за клуб футболист 17 марта 2024 года в матче против клуба «Кауно Жальгирис», выйдя на замену на 82 минуте.

## Международная карьера
В июне 2019 года начал выступать в юношеской сборной Литвы до 17 лет. В сентябре 2019 года вместе со сборной отправился на квалификационные матчи юношеского чемпионата Европы до 17 лет. В 2021 году стал выступать в юношеской сборной Литвы до 19 лет, с которой в октябре 2021 года выступал в квалификационных матчах юношеского чемпионата Европы до 19 лет. В марте 2022 года был вызван в молодёжную сборную Литвы на квалификационные матчи молодёжного чемпиона Европы. Свой дебютный гол за сборную забил 16 ноября 2022 года в товарищеском матче против Эстонии.